# Brooklyn (condado de Conecuh)
Brooklyn é uma comunidade não incorporada localizada no condado de Conecuh, no estado norte-americano do Alabama. Fica localizada na fronteira sul do condado de Conecuh, aproximadamente 25,9 quilômetros ao sudeste de Evergreen.